# صالح سحلول
صالح سحلول هوَ شاعر شعبي يمني، لقب بشاعر الثورة، وعرف بمناهضته للحكم الملكي في ثورة 26 سبتمبر اليمنية عام 1962، كتب الكثير من القصائد الشعبية التي حرضت على الثورة. ولد سحلول عام 1919 في قرية (بيت العميسي) من مخلاف (العرش) بلاد (رداع) محافظة البيضاء.

## حياته وشعره
أدخله جده التعليم وعمره ست سنوات وحفظ القران الكريم والقراءة والكتابة ولكن ظروف الأسرة المعيشية لم تمهله في التعليم سوى ستة أشهر فقط.
تولى رعايته جده وأعمامه نظراً لغياب والده الشاعر أحمد علي سحلول في المهجر.
أخذه والده إلى الحبشة و أريتريا مع بداية الحرب العالمية الثانية وعاش هناك حتى عام 1942م وقد تعلم اللغة الامهرية و اللغة الإيطالية واكتسب من والده لغة إنجليزية.

## التكريمات
قلده الرئيس الراحل عبد الله السلال قائد الثورة وسام شاعر الثورة في الأسبوع الأول للثورة، وخلال مسيرته الإبداعية تقلد العديد من الأوسمة حيث كرمه كل من الرئيسين السابقين علي عبد الله صالح و علي ناصر محمد.

## المشاركات
- شارك الشاعر في عدد من المؤتمرات والأسابيع والمنتديات الثقافية خارج الوطن وداخله، كما ساهم بفاعلية في تأسيس اتحاد الأدباء والكتاب اليمنيين واشترك في تأسيس جمعية الشعراء الشعبيين اليمنيين.
- اشترك في عدة مؤتمرات أدبية وأسابيع ثقافية يمنية في عدد من الأقطار العربية.

## الإصدارات
صدرت له مجموعة شعرية بعد قيام ثورة 26 سبتمبر 1962 تحت عنوان (يقول سحلول).

## الوفاة
توفي الشاعر صالح سحلول في 9 نوفمبر 2014م.